# Lise Payette
Pour les articles homonymes, voir Payette.
Lise Payette, née le 29 août 1931 à Verdun et morte le 5 septembre 2018 à Montréal, est une femme politique, une écrivaine, une animatrice de télévision et de radio québécoise.
Élue députée du Parti québécois dans la circonscription de Dorion en 1976, elle est nommée ministre des Consommateurs, Coopératives et Institutions financières dans le Gouvernement René Lévesque du 26 novembre 1976 au 21 septembre 1979, puis ministre d'État à la Condition féminine du 21 septembre 1979 au 30 avril 1981 (elle préside une importante réforme du droit de la famille qui modifie de manière significative le Code civil) et enfin ministre d'État au Développement social du 6 novembre 1980 au 30 avril 1981. Elle ne se représente pas en politique aux élections générales de 1981.

## Biographie
Née Marie Monique Lise Ouimet, elle est la fille de Fernand Ouimet, chauffeur, et de Cécile Chartier.
Scolarisée à Montréal, elle entreprend une carrière à la radio à Rouyn-Noranda, Trois-Rivières, Québec et Montréal. Elle devient aussi secrétaire relationniste pour le syndicat des Métallurgistes unis d'Amérique. Séjournant à Paris de 1958 à 1964, elle collabore à plusieurs journaux et revues, dont Châtelaine, le Nouveau Journal, La Presse, La Patrie, le Petit Journal et elle anime l'émission Interdit aux hommes, avec Martine De Barsy. Elle effectue de nombreuses entrevues avec des personnalités européennes et elle se lie d'amitié avec Pauline Julien, Lise Gauvin, et Mélina Mercouri,.
Au Québec, les années soixante forment une période de changements rapides, de modernisation et de réformes importantes; la Révolution tranquille s’installe. De retour au Québec en 1964, Lise Payette est surprise par la place grandissante que prennent les femmes au sein de leur société. Dans son émission Place aux femmes, Lise Payette commence à traiter de sujets tabous, tels que la pilule contraceptive, dans le but d’en parler plus ouvertement et d’informer les femmes, mais elle se fait rapidement interpeller par le directeur. De 1972 à 1975, elle coanime l'émission télévisée Appelez-moi Lise en compagnie de Jacques Fauteux. L'émission lui apporte la célébrité et fait d'elle la porte-parole du mouvement féministe québécois. De 1967 à 1975, le jour de la Saint-Valentin, elle anime le Gala du plus bel homme du Canada.
En 1975, elle est présidente de l’organisation de la fête de la Saint-Jean-Baptiste, au Mont-Royal. Cette soirée sera commémorée par des chansons interprétées par des artistes tels que Gilles Vigneault qui chante pour la première fois Gens du pays et de Ginette Reno qui interprète Un peu plus haut un peu plus loin. Ces chansons communiquent aux Québécois un message de nationalisme, de liberté, d’égalité et de joie de vivre.
En 2015, Lise Payette invite Léa Clermont-Dion (autrice, documentariste et chercheuse postdoctorale affiliée à la Chaire en prévention de la radicalisation et de l’extrémisme violents) dans son condo à l’Île-des-Soeurs. Elle y tient une discussion visant à l’intimider afin de protéger son ami Michel Venne. Madame Payette presse Léa Clermont-Dion à écrire une rétractation afin de revenir sur ses propos partagés sur un plateau de Radio-Canada en 2014.

### Carrière politique
En 1976, elle intègre le gouvernement Lévesque, élu gouvernement majoritaire, après avoir approché par elle-même René Lévesque. Elle est élue dans la circonscription de Dorion.

#### Ministre des Consommateurs, Coopératives et Institutions financières
Lise Payette est nommée ministre des Consommateurs, Coopératives et Institutions financières du 26 novembre 1976 au 21 septembre 1979 au sein du cabinet de René Lévesque.
Durant cette période, elle dépose plusieurs projets de loi à l’Assemblée législative du Québec, notamment :
- Projet de loi 67 : Loi sur l’assurance-automobile[15]
- Projet de loi 49 : Loi constituant la Régie de l’assurance automobile[16]
- Projet de loi 72 : Loi sur la protection du consommateur[17]
- Projet de loi 44 : Loi constituant la Société de développement coopératif[18]

Son projet de loi 67, déposé en 1977 et sanctionné en 1978, donne naissance à la Société de l'assurance automobile du Québec (SAAQ). L'assurance automobile est l'un des accomplissements politiques majeurs de Lise Payette, et vise à assurer les accidents et à indemniser les victimes sur la base du remplacement du revenu des individus. Cette réforme a d'ailleurs porté son nom dans le langage populaire,.
L’apparition de la devise Je me souviens sur les plaques d'immatriculation, à partir de février 1978, remplaçant l'ancien slogan « La belle province », est une autre de ses initiatives. Cependant, Madame Payette est fortement contestée sur cette question. C'est plutôt l'historien Denis Vaugeois qui revendique cette initiative, qui fut réalisée par le ministre des Transports de l'époque, Lucien Lessard ,.

#### Ministre d'État à la Condition féminine et Ministre d'État au Développement social
Le 21 septembre 1979, Lise Payette devient la première Ministre d’État à la Condition féminine, fonction qu’elle occupe jusqu’au 30 avril 1981. Elle occupe aussi le poste de Ministre d’État au Développement social du 6 novembre 1980 au 30 avril 1981.
Dans ses nouvelles fonctions, elle souhaite « faire une grande différence quant à la possibilité des femmes de se faire entendre là où cela compte vraiment ». Elle souhaite que les générations suivantes héritent d'une véritable égalité sociale.
Fidèle à son engagement féministe, dès sa première nomination en 1976, elle insiste pour se faire appeler LA ministre des Consommateurs, Coopératives et Institutions financières, et non LE ministre tel que l’usage le veut à l’époque. En 1979, l’Office de la langue française publie un avis en faveur de la féminisation des titres. Après la publication de cet avis, Lise Payette signe officiellement ses documents en utilisation l’appellation madame la ministre, devenant ainsi la première politicienne à utiliser cette féminisation du titre.
En tant que première titulaire du poste de Ministre d’État à la Condition féminine, sa tâche consiste notamment à mettre sur pied un ministère de la Condition féminine qui prend la forme d’un secrétariat. Le Secrétariat a alors le mandat :
- « de s’assurer, par voie de concertation, de la cohérence des initiatives du gouvernement dans le domaine de la condition féminine;
- d’élaborer, en collaboration avec les ministères et organismes concernés, les grandes orientations du gouvernement en matière de condition féminine;
- de s’assurer de leur mise en œuvre;
- de mettre sur pied un réseau de responsables de la condition féminine dans les ministères et les organismes gouvernementaux »[31].

Elle s'implique dans la réforme des lois du travail, notamment en ajoutant des congés de maternité et un droit de retrait préventif des femmes enceintes. Son positionnement au sein du gouvernement ne l'empêche pas de militer pour plusieurs causes féminines, comme les services de garde, les centres d'aide pour femmes et celle des femmes monoparentales.
Elle collabore à une importante réforme du droit de la famille et du Code civil du Québec qui se concrétise par l’adoption du Projet de loi no. 89 – Loi instituant un nouveau Code civil et portant réforme du droit de la famille. Cette réforme permet aux femmes de conserver leur nom de naissance et de le transmettre à leurs enfants. De plus, le nouveau Code Civil reconnait l’égalité des conjoints dans la direction morale et matérielle de la famille.

### Référendum québécois de 1980 et discours des Yvettes
Pendant la campagne du référendum québécois de 1980 (8 mars 1980), Lise Payette fait une déclaration controversée sur les femmes qui appuient le fédéralisme canadien. Elle qualifie les femmes fédéralistes comme étant des Yvettes, des femmes au foyer soumises, une image qui fait allusion à un livre scolaire discriminatoire et, indirectement, aux allégeances politiques de Madeleine Guay, l'épouse du chef fédéraliste Claude Ryan. La presse québécoise réagit mal à ces propos et cette déclaration est sévèrement critiquée par les journalistes féministes Lise Bissonnette et Lysiane Gagnon. Cet événement est appelé l'affaire des Yvettes.
En réaction à ces propos controversés, une assemblée des Yvettes est organisée au Forum de Montréal, à laquelle plus de 14 000 femmes participent pour appuyer le camp du NON. C’est ce dernier qui remporte la victoire sur la question de la souveraineté-association lors du référendum de 1980.

### Fin de carrière politique
Le 5 février 1981, Lise Payette annonce qu’elle quitte la politique et qu’elle ne sera pas candidate aux prochaines élections en ne se représentant pas aux élections provinciales. Elle quitte la politique avec le sentiment que ses efforts n’ont pas donné les résultats souhaités. Dans son essai Le pouvoir? Connais pas! publié en 1982, elle revient sur ses quatre années de vie politique et conclut qu’il est encore extrêmement difficile pour une femme de véritablement accéder au pouvoir, qui demeure un club masculin fermé.

### Autrice de téléromans et écrivaine
Après sa vie politique, Lise Payette entreprend une carrière prolifique d'autrice pour la télévision avec une succession de téléromans comme La Bonne Aventure, Des dames de cœur, Un signe de feu et Les Machos. Elle signe le premier feuilleton quotidien, Marilyn.
Elle fonde ensuite la société de production télévisuelle Point de mire, avec qui elle concevra d'abord la série documentaire Les Quatre Chevaliers de l'apocalypse puis Femmes, puis d'autres séries de fiction, à titre de productrice ou d'auteure. Elle tente d'évoquer la voix des femmes du Québec dans son œuvre.
Elle a rédigé une chronique dans le Journal de Montréal du 13 mars 2004 à 2007, puis dans le journal Le Devoir du 23 novembre 2007 au 6 mai 2016.
En 2007, elle écrit une chanson pour Céline Dion intitulée « Je cherche l'ombre » qui se retrouve sur l'album D'elles de la chanteuse québécoise. En juin 2009, elle a reçu un doctorat honoris causa de la Faculté des sciences humaines de l'Université du Québec à Montréal.
À la fin des années 1990, elle fait paraître chez Libre Expression une série de livres autobiographiques intitulée Des femmes d'honneurs, réédité en un seul tome chez Québec Amérique en 2014. En 2015, elle participe à la rédaction du livre Manifeste des femmes : pour passer de la colère au pouvoir

### Famille
Lise Payette épouse le journaliste et animateur André Payette en 1951, avec qui elle aura trois enfants : Daniel, avocat, Dominique, journaliste et Sylvie, scénariste. Le couple divorce en 1972. Elle a entretenu une longue relation avec Laurent Bourguignon, mort en 2002.

### Affaire Claude Jutras
Lise Payette devient chroniqueuse au quotidien Le Devoir le vendredi 23 novembre 2007, où elle demeurera jusqu'à sa dernière chronique le vendredi 22 avril 2016. Certains de ses écrits génèrent des controverses, ternissent sa réputation et mènent éventuellement à son départ du journal à titre de chroniqueuse. Ainsi, le 19 février 2016, elle défend sans équivoque dans sa chronique le cinéaste Claude Jutras, alors accusé post mortem de pédophilie dans une biographie qui lui est consacrée.

### Affaire Michel Venne
Lise Payette est impliquée à titre posthume dans le procès pour agression sexuelle d’une mineure à l’encontre de l’ancien éditorialiste du quotidien Le Devoir et fondateur de l’Institut du Nouveau Monde (INM), Michel Venne. Les événements reprochés se seraient produits à Québec à l’été 2008, alors que la victime présumée n’avait que 17 ans.
Le procès s’ouvre le 25 janvier 2021, à Québec. Lise Payette y est présentée comme complice de l’agresseur présumé par la plaignante, pour avoir cherché à la faire taire. En novembre 2015, Lise Payette aurait invité la plaignante à son domicile de L'île-des-Sœurs pour un entretien durant lequel elle lui aurait reproché d’avoir « fait du tort à un ami ». Elle convainc alors la jeune femme de rédiger une lettre d’excuses dans laquelle elle doit prendre ses «distances des allégations» qu’elle a exprimé à l’endroit de Michel Venne, en vue de blanchir ce dernier. La jeune plaignante, impressionnée par la stature et la feuille de route de l’ex-ministre, va obtempérer, à regret.
Une conversation téléphonique enregistrée à l’insu de Mme Payette est à ce titre soumise comme preuve au tribunal .Durant cette conversation d’une durée de 23 minutes, on peut entendre la plaignante demander à Lise Payette pourquoi elle lui a fait signer ladite lettre d’excuses. «Je trouvais ça triste que sa femme et ses enfants soient obligés de payer le prix de ses niaiseries. C’est ce que j’ai essayé d’éviter», lui répond Lise Payette, puis elle ajoute avoir aussi souhaité protéger la plaignante.

## Scénarios pour la télévision
- 2001 - 2003 : Les Super Mamies[52]
- 1995 - 1999 : Les Machos[52]
- 1992 : Montréal ville ouverte[52]
- 1991 - 1993 : Marilyn[52]
- 1989 - 1991 : Un signe de feu[52]
- 1986 - 1989 : Des dames de cœur[52]
- 1982 - 1986 : La Bonne Aventure[52]

## Filmographie
- 1989 : Documentaire de l'Office national du film : Disparaître[53]
- 2011 : Émission de l'Assemblée nationale du Québec : Mémoires de députés, entrevue avec Lise Payette[54],[55]
- 2014 : Documentaire de Jean-Claude Lord et Flavie Payette-Renouf : Un peu plus haut, un peu plus loin[56]

## Ouvrages
- 1971 : Recettes pour un homme libre, Éditions du Jour[57]
- 1971 : Témoins de notre temps, Éditions du Jour[58]
- 1975 : On l'appelle toujours... Lise, Éditions La Presse[59]
- 1981 : Le Pouvoir ? Connais pas!, Québec Amérique[60] (réédité en 2010, Athéna Éditions)[61]
- 1986 : La Bonne Aventure, Québec Amérique[62]
- 1996 : Le Chemin de l'égalité, Éditions Fides[63].
- Préface de L'enjeu, Ken Dryden, Éditions du Trécarré[64].
- 1997 : Des femmes d'honneur : une vie privée 1931-1968, Éditions Libre Expression[65].
- 1997 : Des femmes d'honneur : une vie publique 1968-1976, Éditions Libre Expression[66].
- 1999 : Des femmes d'honneur : Une vie engagée, 1976-2000, Éditions Libre Expression[67].
- 2012 : Le Mal du pays, Lux Éditeur[68].

## Distinctions
- 1997 - Prix Florence-Bird
- 1998 - Prix Gémeaux hommage
- 2000 - Médaille d'or du Mouvement national des Québécois
- 2001 - Officier de l'Ordre national du Québec
- 2005 - Médaille de l'Assemblée nationale
- 2009 - Docteur honoris causa de l'Université du Québec à Montréal
- 2010 - Médaille de l'Assemblée nationale
- 2012 - Prix Pierre Vadeboncœur pour son livre Le mal du pays (Lux Éditeur)
- 2014 - Prix Guy-Mauffette pour l'ensemble de sa carrière en radio et télévision

### Documentaire
- 2.1 Documentaire audio-visuel : Lise Payette : Un peu plus haut, un peu plus loin ou Le parcours d'une Combattante de Jean-Claude Lord diffusé à Télé-Québec le 12 janvier 2014

### Archives
Le fonds d'archives de Lise Payette est conservé au centre d'archives de Montréal des Bibliothèque et Archives nationales du Québec. 